# Juan Carlos Paz (Komponist)

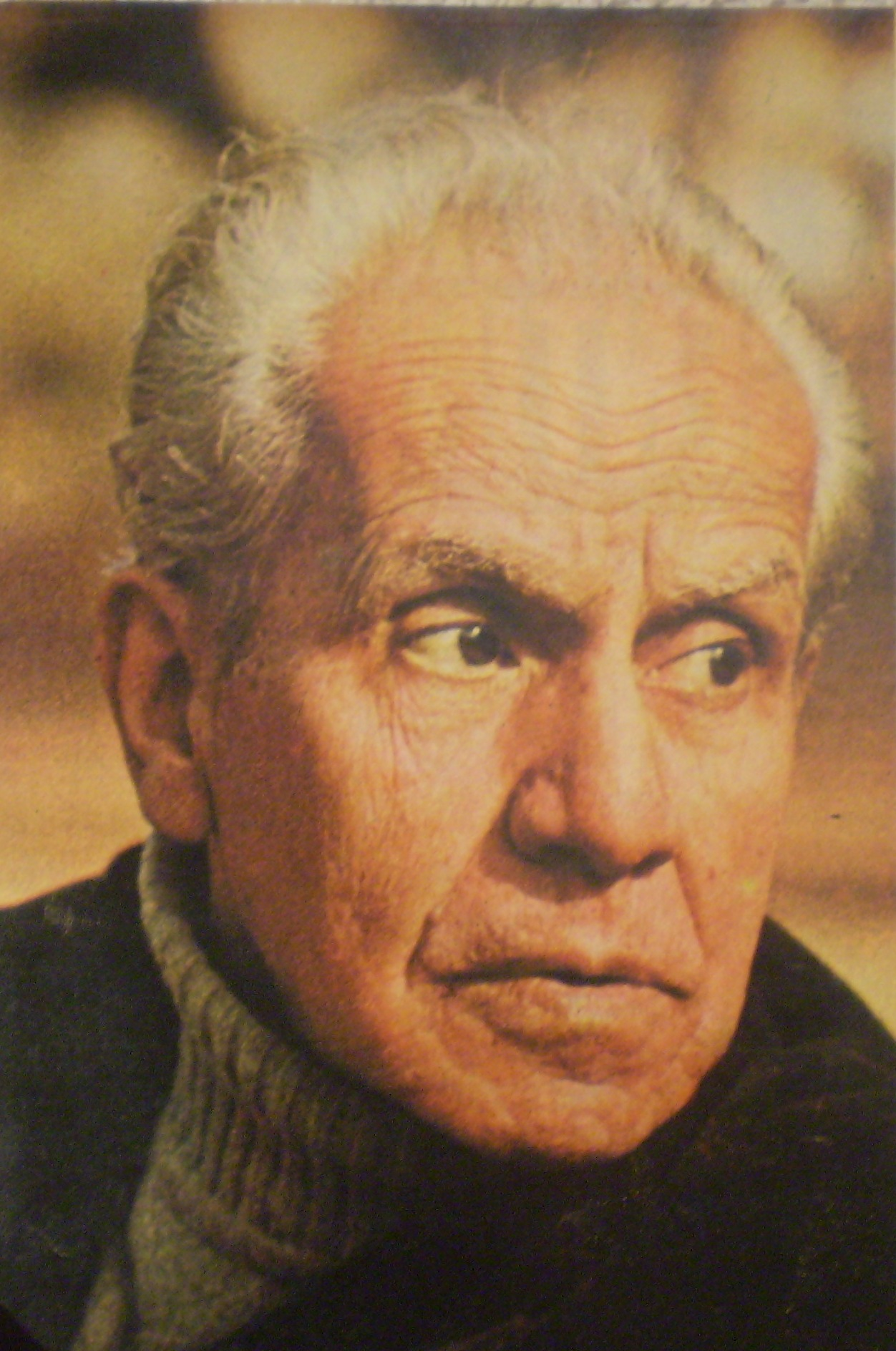
Juan Carlos Paz

Juan Carlos Paz (* 5. August 1897 in Buenos Aires; † 25. August 1972) war ein argentinischer Komponist und Musikpublizist.

## Leben
Der Schüler von Constantino Gaito gründete 1929 in Buenos Aires die Grupo Renovación zur Förderung zeitgenössischer Musik, 1937 die Agrupación Nueva Música. Er wirkte als Komponist, Kompositionslehrer und Musikkritiker. Als Autor musikhistorischer Essays trat er für die avantgardistischen Bestrebungen in der zeitgenössischen Musik ein. Seine frühen Kompositionen waren spätromantisch geprägt. Über polytonale Strukturen kam er zur Dodekaphonie, von der er sich in den 1950er Jahren zugunsten eines freieren persönlichen Stils löste.
Paz komponierte Orchesterwerke, Konzerte für verschiedene Instrumente, Trios und Duos in unterschiedlicher Besetzung, Sonaten, Sonatinen und Stücke für Klavier, Stücke für die Orgel und Filmmusik, zum Beispiel für den 1957 entstandenen Streifen Das Haus des Engels.
Paz war Schauspieler im Film Invasión (1969) von Regisseur Hugo Santiago.

## Schriften
- Arnold Schönberg o el fin de la era tonal
- Introducción a la música de nuestro tiempo
- La música en los Estados Unidos

## Filmografie (Auswahl)
- 1957: Das Haus des Engels (La casa del ángel)
- 1958: Die sich selbst überlassen sind (El secuestrador)
- 1960: Das Fest ist aus (Fin de fiesta)